# دابلیو. پی. لیپسکم
دابلیو. پی. لیپسکم (انگلیسی: W. P. Lipscomb؛ زاده ۱۸۸۷ درگذشته ۲۵ ژوئیهٔ ۱۹۵۸) یک فیلم‌نامه‌نویس،

و کارگردان فیلم سینمای هالیوود اهل بریتانیا بود.

## بخشی از فیلمشناسی
- بازی بزرگ (۱۹۳۰)
- غارت (۱۹۳۱)
- نشانه چهار (۱۹۳۲)
- کلایو هند (۱۹۳۵)
- کاردینال ریشلیو (۱۹۳۵)
- بی‌نوایان (۱۹۳۵)
- داستان دو شهر (۱۹۳۵)
- علامت قابیل (۱۹۴۷)
- دانکرک (۱۹۵۸)